# 5376 Maruthiakella
Az 5376 Maruthiakella (ideiglenes jelöléssel (5376) 1990 DD) a Naprendszer kisbolygóövében található aszteroida. Ueda és Kaneda fedezte fel 1990. február 16-án.